# Nazwa nosiciela cechy
Nazwy nosicieli cech (łac. nomina attributiva) – kategoria słowotwórcza rzeczowników odprzymiotnikowych (i odimiesłowowych), które odnoszą się do przedmiotów uwzględniając ich charakterystyczne właściwości.
Formant słowotwórczy budujący określony typ rzeczownika spełnia dwie funkcje równocześnie: syntaktyczną i semantyczną. Ponadto formacje oparte na przymiotnikach relacyjnych (odrzeczownikowych) pod względem znaczenia nie różnią się od rzeczowników odrzeczownikowych nieagentywnych, z kolei formacje motywowane przez przymiotniki odczasownikowe odpowiadają znaczeniowo nieagentywnym rzeczownikom odczasownikowym.
Najbardziej produktywnymi formantami są: 
- -ec (np. malec, złośliwiec, zawodowiec, zwyrodnialec, parowiec),
- -acz motywowane przez przymiotniki na -aty, zwykle odrzeczownikowe (np. bogacz; brzuchacz, pyskacz),
- -ak (np. mięczak, prostak, miedziak, ogólniak),
- -ik (np. młodzik, bezwstydnik).

Sufiksy żeńskie tworzą nazwy przedmiotów martwych, np.:
- -ka (np. szafka, półka, żarówka),
- mniej produktywne -ina (np. głębina, wołowina, mieszanina),
- -izna (np. siwizna),
- -ica (np. śliwowica).

W pojedynczych formacjach poświadczone są sufiksy ekspresywne, np.:
- -och (np. tłuścioch),
- -uch (np. obżartuch),
- -al (np. brzydal),
- -ala (np. mądrala),
- -as (np. grubas),
- ekspresywny charakter mają derywaty bezafiksalne (np. niezdara)[1].